# Cyclocardia ventricosa
Cyclocardia ventricosa är en musselart som först beskrevs av Gould 1850.  Cyclocardia ventricosa ingår i släktet Cyclocardia och familjen Carditidae.

## Underarter
Arten delas in i följande underarter:
- C. v. ventricosa
- C. v. montereyensis
- C. v. redondoensis